# Rolando Ferreira
Rolando Ferreira Júnior (Curitiba, 24 maggio 1964) è un ex cestista brasiliano.

## Carriera
Alto 216 centimetri, ha ricoperto il ruolo di pivot. Durante la giovinezza, ha giocato per due stagioni nella squadra della University of Houston, in Texas, segnando nel secondo anno più di 15 punti a partita. Nel Draft NBA 1988 venne scelto al secondo giro (26ª chiamata assoluta) dai Portland Trail Blazers, diventando così il primo cestista brasiliano in assoluto a giocare in NBA. La sua carriera nella National Basketball Association ebbe però poca fortuna, e venne tagliato dopo appena 12 partite.
Con la nazionale brasiliana ha vinto l'oro ai Giochi panamericani del 1987 e al Torneo sudamericano maschile di pallacanestro nel 1985.